# 正方里站
38°33′22″N 125°43′18″E / 38.55611°N 125.72167°E
正方里站（朝鲜语：／ Chŏngbang-ri yŏk */?）是位于朝鮮民主主義人民共和國黄海南道沙里院市的一個鐵路車站。1906年隨京義線通車啟用。1956之前名为桂东站（계동역）。该站附近有著名旅游地点正方山城及成佛寺。

## 邻近车站
沈村站 - 正方里站 - 沙里院青年站